# Moucherolle yétapa
Gubernetes yetapa
Genre
Espèce
Statut de conservation UICN

 LC  : Préoccupation mineure
Le Moucherolle yétapa (Gubernetes yetapa) est une espèce de passereau placée dans la famille des Tyrannidae. C'est l'unique espèce du genre Gubernetes.

## Distribution
Cet oiseau vit à l'est de la Bolivie, au Paraguay, au centre-sud et au sud-est du Brésil et au nord-est de l'Argentine,.